# Липперт, Михель
Михель Ганс Липперт (нем. Michel Hans Lippert, 24 мая 1897, Шёнвальд — 1 сентября 1969, Вупперталь) — штандартенфюрер СС. Принимал участие в Первой и Второй мировых войнах.

## Биография
Липперт родился 24 апреля 1897 года в Шёнвальде (Верхняя Франкония), небольшом городе на границе с Богемией. Михель был пятым ребенком Иоганна и Маргарет Липперт. В 17 лет юноша добровольно вступил в ряды немецкой армии; в ноябре 1914-го он присоединился к одному из баварских полков. Липперт успел повоевать как на Западном, так и на Восточном фронтах. Домой он вернулся лишь в октябре 1917-го; на груди его красовались Железный Крест 2-го класса и Баварский Крест за Военные Заслуги — причем с мечами. Вскоре после возвращения домой Михель поступил в летную школу в Нойштадте ; 20-го октября 1918-го ему была вручена лицензия летчика. Испробовать её на практике Липперт не успел — война окончилась, а в мирное время в армии он предпочел не задерживаться. С 1921—1929 был членом баварской политической полиции. 1 июня 1930 вступил в НСДАП(№ 246.989). 10 марта 1931 вступил в СС(№ 2.968). В июне 1933 стал комендантом концлагеря Дахау. В 1937 возглавил 2 штандарт СС Мёртвая голова «Бранденбург». В 1938 стал руководителем второго штурмбанна СС в Брауншвейге. С 1939 назначен командиром 1 штурмбанна 49 штаба СС. С 1 августа 1939 по 1 июля 1943 руководил 105 штандартом СС в Мемеле.

### Вторая мировая война
В мае 1940 руководил вторым штурмбанном 16-го штандарта Мёртвая голова. Также с 1940 по 1941 был руководителем юнкерской школы СС в Арнхайме. В сентябре 1941 командовал 6-м гренадерским полком СС «Лангемарк». Со 2 апреля 1942 года командовал добровольческим легионом СС «Фландрия». В июле того же года тяжело ранен на Восточном фронте. 1 января 1943 года возглавил 69-й штандарт СС. С 8 января по 15 февраля был командиром 10-й танковой дивизии СС «Фрундберг». Также назначен командиром 83-го полка добровольческой бригады СС Ландсторм Недерланд.

#### Казнь Эрнста Рёма
1 июля 1934-го — наутро после «Ночи длинных ножей» — Михель, вместе с бригадефюрером СС Теодором Айке, пришел навестить заключенного в Стадельхеймской тюрьме Эрнста Рёма. Липперт оставил пленнику пистолет и заявил, что у Эрнста есть 10 минут, на то, чтобы им воспользоваться. Рём от столь «заманчивого» предложения отказался наотрез; через 10 минут Михель вернулся в его камеру и застрелил его в упор.

### После войны
В 1950 году судом Арнема приговорен к 10 годам заключения, в связи с расстрелом 19 гражданских лиц (двое из которых были расстреляны по приказу Липперта). 17 апреля 1953 освобождён и передан ФРГ. В 1957-м, Липперт предстал перед немецким судом по обвинению в убийстве Рёма. Он был признан виновным и приговорён к 18 месяцам тюрьмы.

## Карьера
- Гауптвахтмайстер земельной полиции (1920)
- Труппфюрер СС (10 марта 1931)
- Штурмфюрер CC (15 ноября 1931)
- Штурмгауптфюрер СС (5 августа 1933)
- Штурмбаннфюрер СС (9 ноября 1933)
- Оберштурмбаннфюрер СС (20 апреля 1934)
- Старший лейтенант запаса (Люфтваффе) (1 декабря 1939)
- Оберштурмбаннфюрер запаса СС (4 января 1940)
- Штандартенфюрер СС (20 апреля 1943)